# 斯捷布尼 (韋爾霍維納區)
48°5′57″N 24°59′2″E / 48.09917°N 24.98389°E

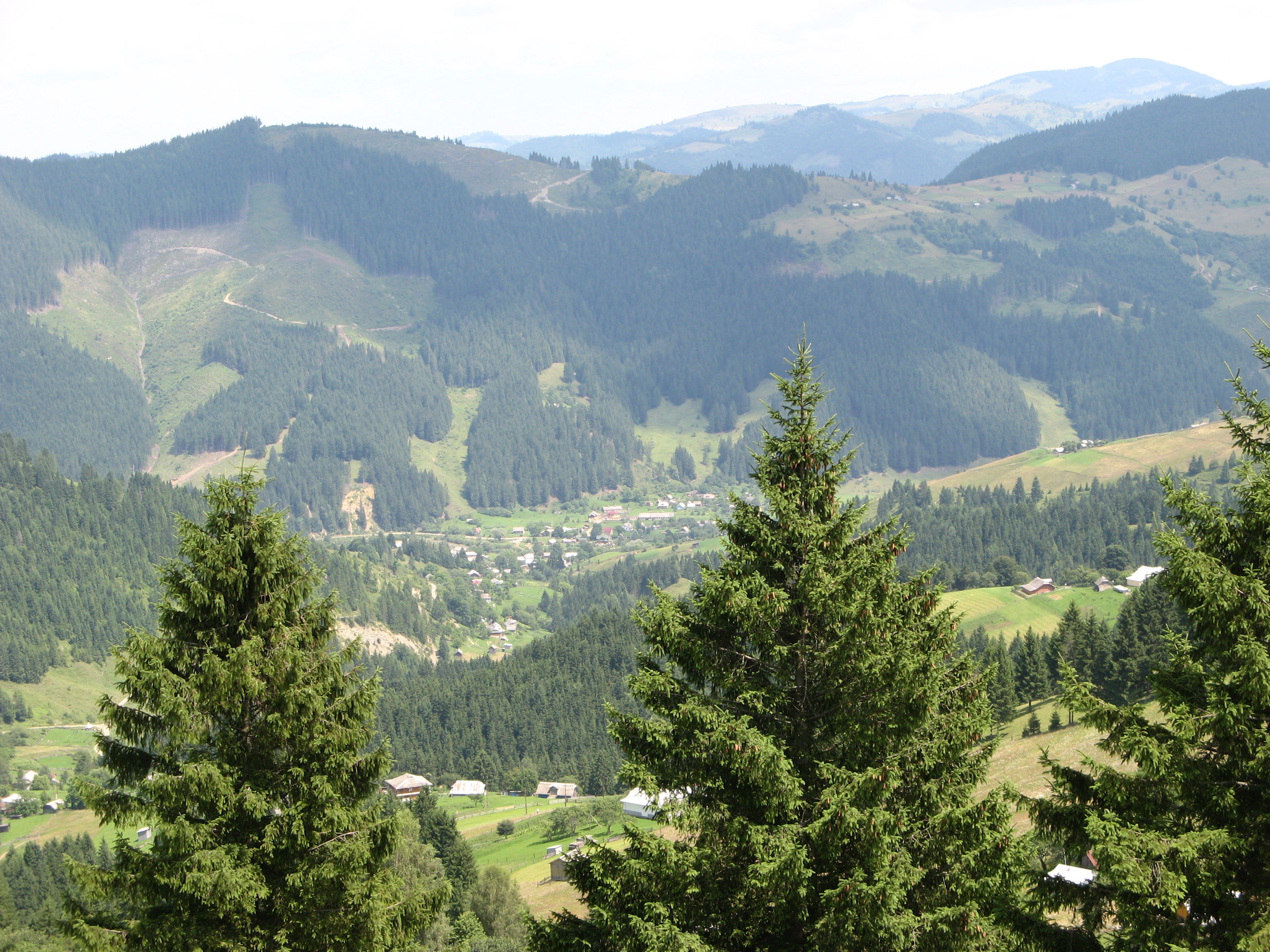

斯捷布尼是烏克蘭的村落，位於該國西部伊萬諾-弗蘭科夫斯克州，由韋爾霍維納區負責管轄，處於比利切列莫什河畔，始建於1731年，面積84平方公里，2001年人口728。